# Clathria topsenti
Clathria topsenti är en svampdjursart som först beskrevs av Thiele 1899.  Clathria topsenti ingår i släktet Clathria och familjen Microcionidae. Inga underarter finns listade i Catalogue of Life.